# Война Строгановых
Война Строгановых — военный конфликт между Сибирским ханством и землями Строгановых в Русском царстве за Пермские земли.

## Причины
В 1570х Русское царство находилось в тяжелом состоянии, война с Крымским ханством и с Западными государствами значительно ослабело Россию, спровоцировав новую угрозу. Реакционные настроения среди народов некогда Казанского Ханства при поддержке Сибирского ханства привели к восстанию части черемисов, остяков, башкир и буинцев в ходе которого был перерезан основной путь поставок товаров Строгановых в Россию.
В 1572 году начался бунт уральских народов поддерживаемый Кучумом  из-за недовольства связанных с ограничениями их прав на рыбную ловлю и охоту на пушного зверя, подавление восстания было поручено казакам и "верным инородцам", поход на мятежников был успешным, но большая часть повстанцев оставались боеспособными.
Узнав о поддержки мятежников Кучумом, теперь Строгановы были вправе просить у царя разрешения не только защищать себя от нападений, но и самим продвинуться дальше на восток. Они сообщили царю о том, что непокорные черемисы нашли поддержку «у нашего врага, сибирского хана Кучума».
Хан же запретил остяцким, вогульским, югорским племенам под угрозой смертной казни платить Москве ясак (дань).
Всё это дало толчок Сибирскому ханству чтобы начать свои походы против Строгановых

## Боевые Столкновения
В 1572 на Чусовую вотчину Строгановых устраивает налет Пелымский мурза Бегбелий.
Ответными действиями на это, стал карательный поход Строгановых в 1573 на юрты Вогулов.
В том же 1573 году Маметкул устраивает поход с целью нахождения лучших путей для набегов на Пермь, пройдя через Урал он уничтожил посольство Т. Чебукова, отправленное для приведения к присяге Кучума, и разорил селения царских данников ясачных вогулов по р.Чусовой. На следующий год разорению подверглись окрестности г. Чердынь и русские поселения вотчины купцов Строгановых по р. Каме, но по указанию русских пленных, отряд не решается пойти на городки Строгановых. Однако и сами Григорий и Яков Строгановы без царского разрешения (а возможно из-за недостатка свободных сил), не решаются на открытый бой.
Известно что и Бегбелий присоединился к этому походу 

 
В 1573 году на Чусовую пришёл «царевич Маметкул» — племянник сибирского хана Кучума. Чусовской Городок он взять побоялся (по легенде, его отогнала молитва Трифона Вятского), не дошёл до него четырёх вёрст, но разорил всю округу. По некоторым источникам, в этом же году свой набег повторил «злокозненный дьявол, злой и безбожный вогульский мурза Бегбелей Агтаков». Возможно, это был один набег, когда данник-вогул Бегбелий «проторенным путём» привёл на Чусовую своего хозяина-татарина. 

Смотря на все происходящее по создаётся новая царская грамота 1574г, которая позволяет Строгановым вохводить крепости за Уралом – по Тоболу, Туре, Оби и Иртышу и начинать наступательные войны на землях сибирцев. Поражение татар при Молодях 1572 и подавление черемисского восстания к 1574 заставили Кучума отказаться от новых набегов до 1581 г.
В 1579 г сообщается что некий Князь манси совершил нападение на Сылвенский городок.
Летом 1581 из-за "грабёжей и угнетей" восстали чусовские вогулы во главе с Бегбелием Агтаковым  и его 680 воинами подняли восстание, на этот раз разорив жителей Сылвы и Чусовой и угнав некоторых в плен. Однако восстание в скором времени было подавленно, а её предводитель был схвачен и отправлен в Москву.
Тем же летом пелымский князь Кихек совершил совместный поход с сибирскими татарами, башкирами и хантами. Это войско взяло Соликамск, Сылвенский и Яйвенский городки. Погосты Койгород и Влоснецу были сожжены. Строгановы в отместку наняли казаков и атаковали манси и татар
В скоре 1 сентября строгановские слободы подверглись разорению со стороны пелымского князя Аблегерима.
Под 1582 г. начался поход неизвестного пелымского князя на владения Строгановых с войском 700 человек. Его воины пришли под Чердынь и пермские города. Под Канкором и Чусовскими городками они разграбили земли и взяли в ясырь русских и пермян
Появление войск из-за Урала привело к тому, что местные мансийские племена вновь взялись за оружие. Жизнь в вотчине оказалась полностью парализованной. В письме к Ивану IV солепромышленники писали:   

 
«А вогуличи живут блиско их слободок, а место лешее, а людям их и крестьянам из острогов выходу не дадут и пашни похати и дров сечи не дают же. И приходят деи к им невеликие люди украдом, лошадей, коров отганивают и людей побивают, и промысел деи у них в слободах отняли и соли варити не дают».  

Царь разрешил Строгановым нанять для обороны охочих людей в Пермской земле, однако М. А. Строганов пригласил с Волги вольных казаков во главе с атаманом Ермаком Тимофеевичем. Казаки Ермака прибыли в Чусовой острог и в августе 1582 г. сумели отстоять его от нападения сибирских татар царевича Алея (Али бин Кучума). Старший сын Кучума Алей вел с собой из Кашлыка лучшие отряды Сибирского ханства. Обойдя укрепленные городки по Чусовой, он разорил Соль Камскую, а затем осадил Чердынь и разорил Прикамье. Казаки Ермака воспользовались его уходом и совершили стремительное нападение на Кашлык, оставленный почти без защиты.
Заняв столицу Сибирского ханства дальнейшие набеги и налеты на Строгановых прекратились.